# Льеж
Льеж (фр. Liège [ljɛːʒ], нидерл. Luik [lœyk], валлон. Lîdje [liːtʃ], нем. Lüttich [ˈlʏtɪç], лат. Leodi(c)um (Лео́ди(к)ум)) — город в Бельгии (Валлония), у слияния рек Маас и Урт, административный центр провинции Льеж. 194 тыс. жителей (с агломерацией 600 тыс.).
На протяжении столетий Льеж был важным городом для конструкторов-оружейников со всего мира, которые приезжали сюда либо на постоянную работу, либо в командировку для освоения опыта льежских коллег. Джон Браунинг специально выучил французский, чтобы жить и работать здесь.

## История
Во времена Римской империи город назывался Леодием (лат. Leodium); у германцев он носил название Люттихь (нем. Lüttich), а у средневековых фламандцев — Людек (нидерл. Ludik, или ludeke). В 705 году здесь принял мученическую смерть маастрихтский епископ Ламберт, впоследствии причисленный к лику святых. В 721 году святой Губерт перенёс сюда центр епархии. При князе-епископе Нотгер (972—1008) Льежская епархия стала центром маасской романики.
В Средние века шла борьба между цеховыми ремесленниками, дворянством и духовенством за главенство в Льеже. В 1312 году сторонники дворянства были сожжены горожанами в церкви св. Мартина. В XV веке Льеж успешно противостоял попыткам включить его в состав Бургундских Нидерландов. Дважды (в 1467 и 1468 гг.) его разорял Карл Смелый.
Золотой век Льежа пришёлся на начало XVI века, когда епископскую кафедру занимал Эрар из рода Ламарков. При нём Льеж стал центром производства оружия, который к XIX веку вырос в один из первых современных угледобывающих и сталелитейных центров. Впоследствии противоречия между епископами и горожанами обострились. Демократические принципы управления городом были окончательно отменены в 1681 году. Во время войн за английское и испанское наследства на рубеже XVIII века Льеж пострадал как от англичан, так и от французов.
Льежская революция (1789) положила конец политическому господству епископата. В 1795—1815 годах Льеж служил административным центром французского департамента Урт. Льежские горожане стали одной из главных сил движения за независимость Бельгии (1830). В XIX веке Льеж и его агломерация (Эрсталь, Серен и др.) стал одним из важнейших центров бельгийской индустриализации. Одним из важнейших предприятий в регионе Льежа была фирма Джона Коккериля (металлургия, машиностроение включая производство паровозов). Важную роль сохраняло производство оружия, например оружейный завод FN Herstal. После индустриализации город был тщательно укреплён на случай нападения немцев (1891), однако во время обеих мировых войн находился под немецкой оккупацией (см. штурм Льежа).

## Транспорт

### Водный транспорт
Через Льеж проходят важные внутренние водные пути: река Маас и канал Альберта. В 2007 году грузооборот льежского речного порта составил 15,8 миллионов тонн (в 2006 — 14,4 миллионов тонн), что делает Льежский порт третьим по грузообороту речным портом Европы (после Дуйсбурга и Парижа).

### Воздушный транспорт
Льежский аэропорт был основан в 1990 году. Он оснащён двумя взлётно-посадочными полосами (длиной 3700 и 2340 метров) и работает как для пассажирских, так и для грузовых перевозок. В 2004 году льежский аэропорт занял восьмое место по грузообороту среди аэропортов Европы. Тогда грузооборот аэропорта составил 383 837 тонн. В 2016 году грузооборот аэропорта составил 660 тысяч тонн (+2 % к 2015).
Пассажирооборот составил 14 884 отправленных и 14 507 прибывших пассажиров.
В Льеже находится хаб транспортной компании TNT Express.

### Автомобильные дороги
Льеж — важный узел сети автодорог. Через город проходят автомагистрали E40, E42, E25, E313.

### Городской общественный транспорт
Городской общественный транспорт представлен трамваем с 2025 года, и автобусами, хотя раньше в городе также существовали Льежский трамвай и троллейбусная сети.  Открыта вторая система трамвая 28 апреля 2025. Сейчас старые трамваи и троллейбусы можно увидеть в городском музее общественного транспорта.
В 1980-х годах строилась линия метрополитена, но строительство было отменено из-за нехватки средств.
Оператор городского общественного транспорта — TEC.

## Образование
- Льежский университет
- Высшая школа провинции Льеж[8]

## Спорт
В Льеже базируется один из сильнейших футбольных клубов Бельгии — «Стандард», многократный чемпион и обладатель кубка страны. Также здесь выступает клуб «Льеж», первый чемпион Бельгии по футболу (1895/96), всего на счету «Льежа» 5 чемпионских титулов. В 2010-х годах «Льеж» выступает в низших дивизионах.
В городе выступает баскетбольный клуб «Льеж», основанный в 1967 году.
В Льеже родились известные теннисисты: Жюстин Энен — экс первая ракетка мира, многократная победительница турниров Большого шлема, олимпийская чемпионка 2004 года, обладательница Кубка Федерации и Давид Гоффен — финалист итогового турнира АТР и Кубка Дэвиса.

## Происшествия
13 декабря 2011 года в центре города, на площади Святого Ламберта, произошла вооружённая атака на горожан: молодой бельгиец марокканского происхождения бросил несколько гранат и открыл автоматный огонь в сторону людей, находившихся на автобусной остановке, в результате чего 7 человек погибли, 125 получили ранения.

## Города-побратимы
- Ахен (нем. Aachen), Германия
- Квебек (фр. Ville de Québec, англ. Quebec City), Канада
- Самарканд (узб. Samarqand), Узбекистан
- Кёльн (нем. Köln), Германия
- Краков (пол. Kraków), Польша
- Лубумбаши (фр. Lubumbashi), ДР Конго
- Маастрихт (нидерл. Maastricht), Нидерланды
- Монреаль (фр. Montréal, англ. Montreal), Канада
- Нанси (фр. Nancy), Франция
- Пльзень (чеш. Plzeň, нем. Pilsen), Чехия
- Порту (порт. Porto), Португалия
- Роттердам (нидерл. Rotterdam), Нидерланды
- Сен-Луи (фр. Saint-Louis), Сенегал
- Турин (итал. Torino), Италия
- Эш-сюр-Альзетт (люкс. Esch-Uelzecht, фр. Esch-sur-Alzette, нем. Esch-an-der-Alzette), Люксембург

В 2022 году Льеж объявил о приостановке побратимский связей с Волгоградом из-за вторжения России на Украину.

## В астрономии
В честь Льежа назван астероид (1261) Легия, открытый 23 марта 1933 года бельгийским астрономом Эженом Дельпортом в Королевской обсерватории Бельгии.